# مرشة المياه

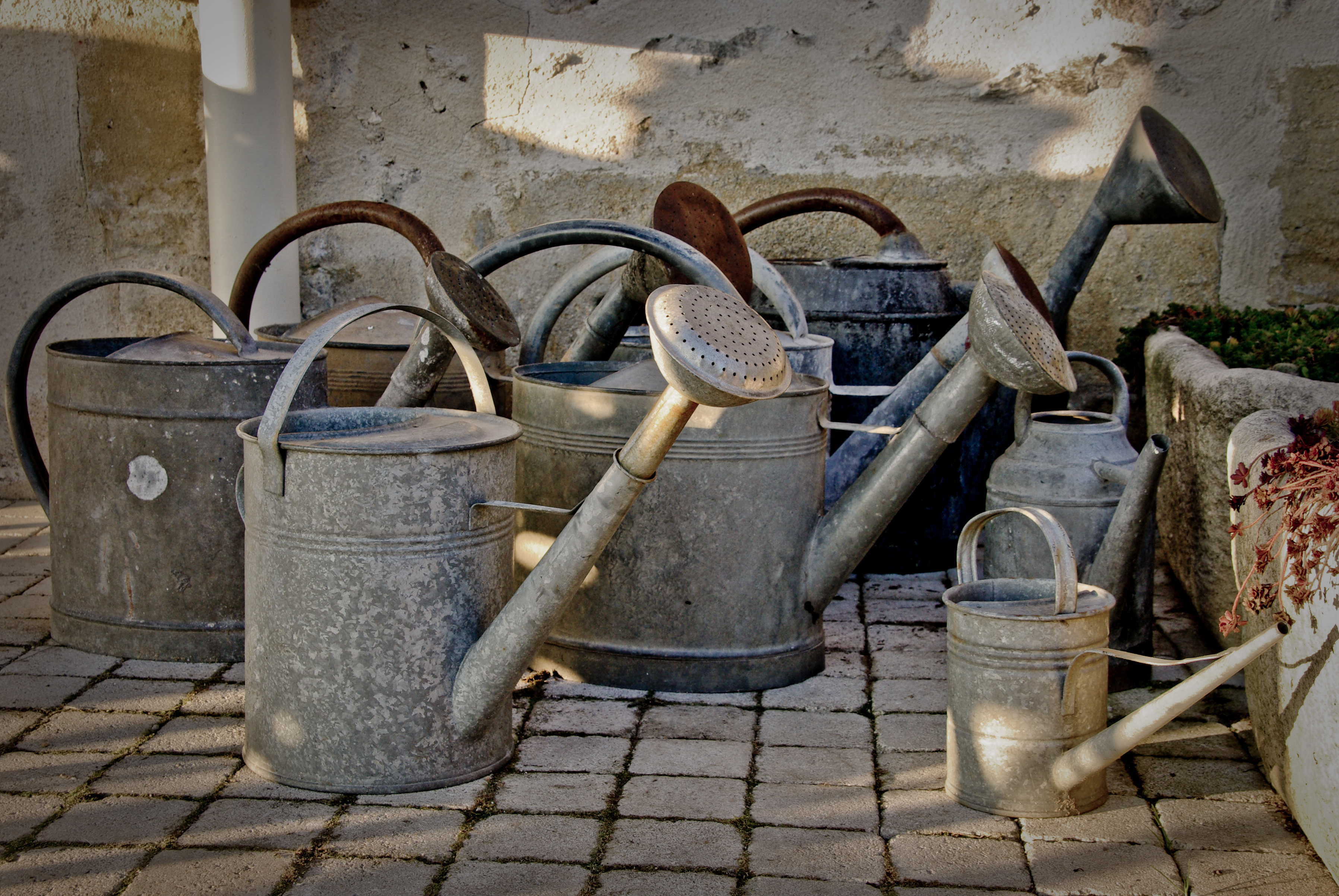
مجموعة من المرشات مصنوعة من المعدن

المِرَشَّة أو مرشة المِيَاه أو مِنْضَحة الزرع هي وعاء حمول (قابل للحمل)، عادة ما يكون مزودًا بمقبض وصنبور، ويستخدم لرش النباتات بطريقة يدوية. وكانت موجودة على الأقل منذ القرن السابع عشر وتم تحسينها منذ ذلك الحين. ولهذه المرشة عدة استخدامات أخرى؛ فهي أداة متعددة الاستعمالات نوعًا ما.
وتراوح سعتها من 0.5 لتر للاستخدام في النباتات المنزلية و10 لترات للاستخدام في الحدائق العامة. ويمكن تصنيعها إما من المعدن أو الخزف أو اللدائن.
في نهاية الصنبور (أنبوب طويل يبدأ من أسفل الوعاء)، توجد «فوهة مثقبة» (جهاز على شكل غطاء مزود بفتحات صغيرة) يمكن وضعها لتفريق الماء المتدفق إلى قطيرات لتجنب ضغط الماء الزائد على التربة أو على النباتات الضعيفة.
قام جون كليزي (John Cleese) في عام 1963 أثناء تأدية مجموعة من الكتاب الهزليين في نادي كمبردج للمشهد الهزلي "Judge Not" (لا للقاضي) بوصف المرشة بأنها مثل: «أسطوانة كبيرة أو وعاء كبير مثقوب ومطلي بالقصدير يستخدم بشكل كبير من قبل أفراد الطبقات الدنيا بغرض تبليل سطح التربة بطريقة صناعية».

## الاستخدامات الحديثة
تستخدم المرشات في رش النباتات والزخارف والقطع الفنية الرمزية.

## في الثقافة الشعبية
ظهرت المرشات في الثقافة الحديثة.
- وعلى موقعها الإلكتروني، اقترحت مارثا ستيوارت استخدام المرشات في غسل القدمين بعد الانتهاء من العمل وعند تلوثها.
- وقام الرسام الانطباعي بيير أوجاست رينوار برسم العمل المسمى بـ A Girl with a Watering Can (فتاة تمسك مرشة مياه).

## معرض صور

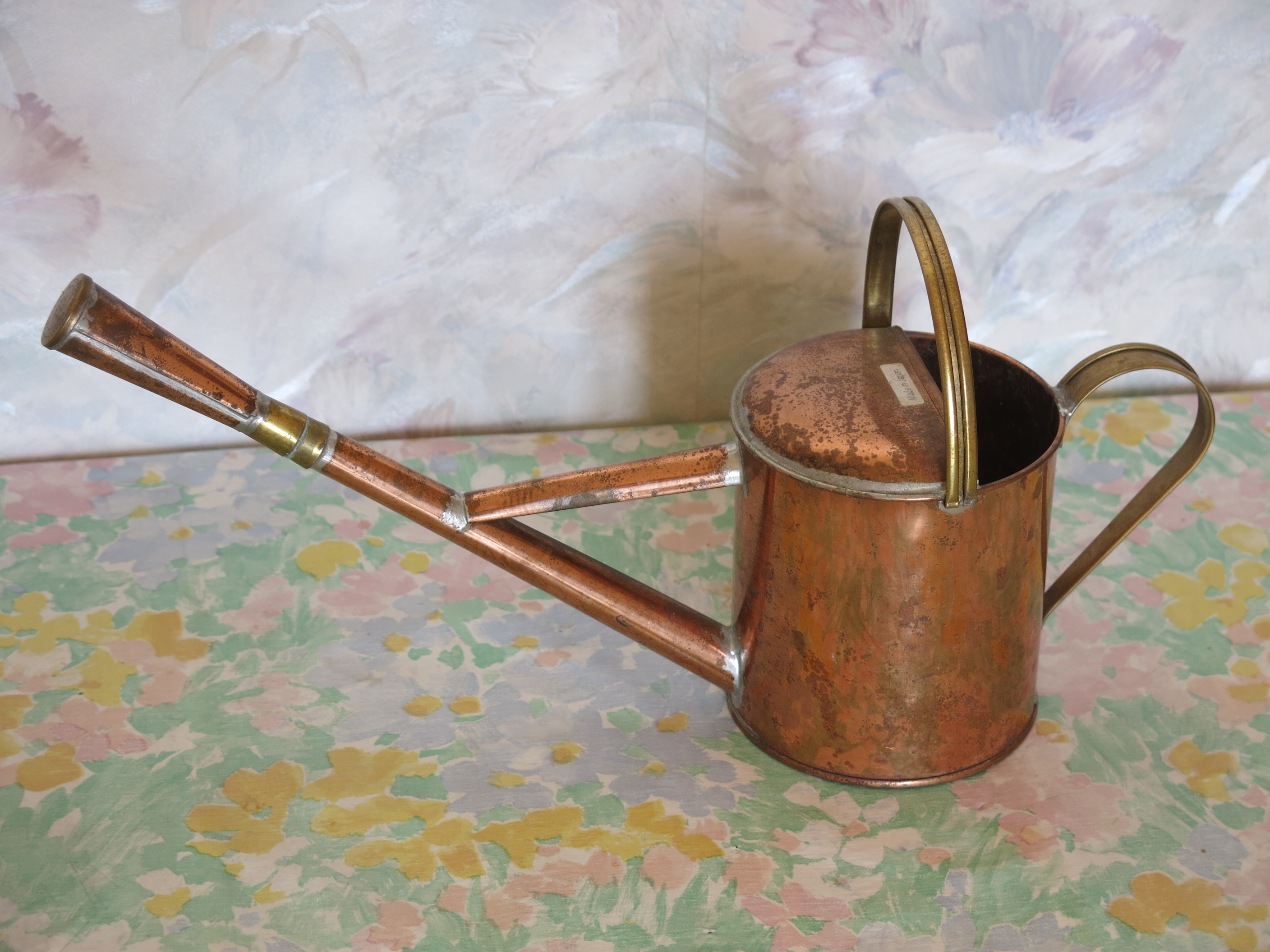
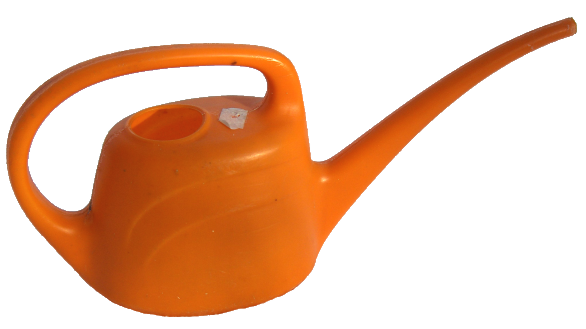
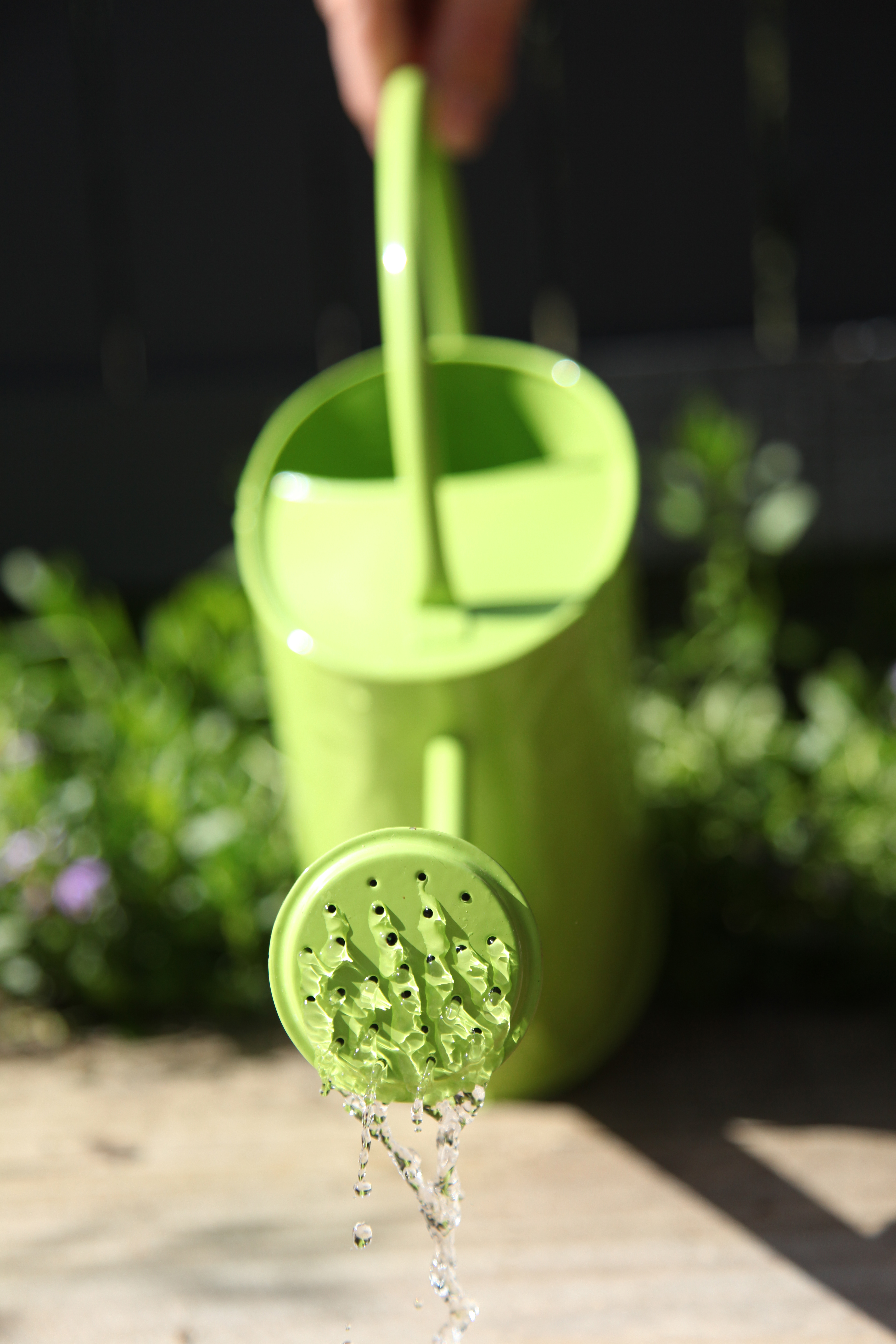
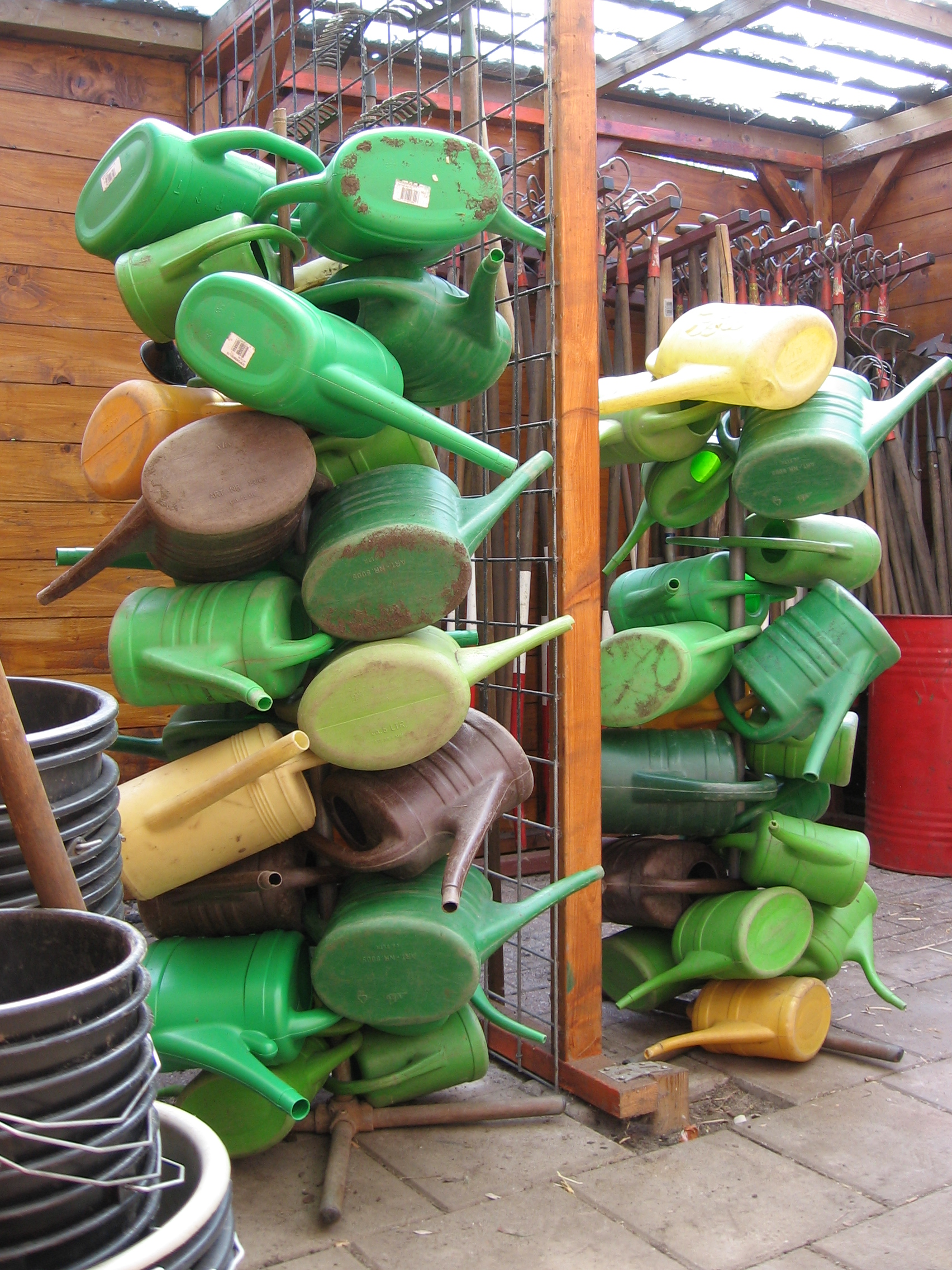